# Dolfino Landolfi
Dolfino Landolfi (Poschiavo, 1500 circa – Poschiavo, 1571 circa) è stato un politico e tipografo svizzero.

## Vita
Dolfino Landolfi nacque a Poschiavo (Grigioni). Nel 1545 divenne podestà di Traona e fondò a Poschiavo la prima stamperia delle Tre Leghe (così era denominato l'attuale Cantone dei Grigioni), legalizzata di fatto soltanto nel 1549, con la concessione del cosiddetto privilegio. In questa tipografia furono stampati innumerevoli testi per la diffusione della Riforma Protestante nonché la prima edizione di un'importante opera giuridica, Li statuti di Valtellina riformati nella Città di Coira nell'anno del Signore MDXLVIII conservato all'Archivio di Stato dei Grigioni di Coira.
Il Landolfi conobbe diversi protagonisti della Riforma, tra cui il frate e predicatore Giulio Della Rovere, che poté propagandare i propri scritti evangelici e le proprie prediche attraverso la sua opera, durante il proprio esilio in Svizzera. Anche Pier Paolo Vergerio tra le sue 171 pubblicazioni annovera un catechismo pubblicato dal Landolfi nel 1549 intitolato Institutione Christiana. Nel 1560 usciva probabilmente a Poschiavo, presso lo stesso tipografo, la prima Bibbia protestante scritta in romancio. Da fonti storiche risulta che lo stampatore si recava spesso in Italia per acquistare la carta da stampa. La tipografia sembra sia andata distrutta a causa di un incendio nel 1615, la famiglia ha lasciato una residenza nobiliare in Poschiavo, tuttora esistente.
Morì molto probabilmente a Poschiavo nel 1571 a settantuno anni d'età.

## Fonti
- La dolce lingua: l'italiano agli onori in Svizzera, articolo di Remo Tosio su Il Grigioni italiano del 24 febbraio 2005.
- Storia della Riforma e Controriforma nelle valli meridionali del Canton Grigioni, Emil Camenisch, Samedan, Engadin Press, 1950.
- Grigioni e Valtellina: una separazione di carta, Giancarlo Sala, Professore alla Scuola Cantonale di Coira.